# 사르타크 칸

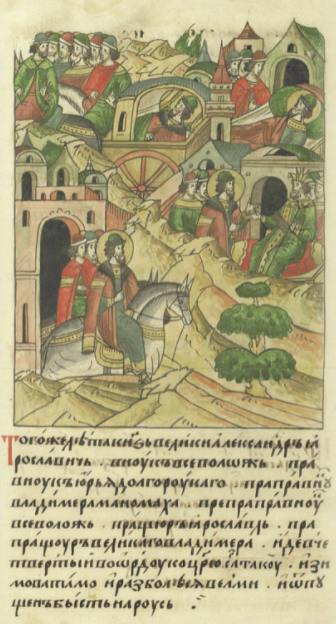

사르타크(Sartaq, 1222년 ~ 1256년)는 몽골 제국의 킵차크 한국의 제2대 칸(재위 : 1255년 ~ 1256년)이다.
1241년 알렉산더 네프스키는 사라이로 와서 사르타크와 사귀었다. 그는 사르타크의 안다 그리고 바투 칸의 양자가 되었다. 알렉산더는 킵차크 한국의 가신으로 블라디미르의 대공이 되는 면허를 받았다.
사르타크는 기독교도가 되었는데 그의 아버지는 미신을 믿었다. 사르타크의 개종에 대한 여러 가지 이야기가 있다. 아르메니아 작가는 예를 들어 사르타크가 러시아인들 사이에서 키워졌으며 세례를 받았다고 한다.
그러나 사르타크가 교황 이노선트 4세에 전해진 1254년 8월 29일의 메시지에 의하면 사르타크는 당시에 대공으로 기독교인으로 세례를 받았다. 교황은 그 뉴스를 칸이 보낸 사절이 된 사제에게서 들었다.
킵차크 한국의 칸으로서의 그의 치세는 단명하였다. 그는 그의 아버지가 죽은 지 1년 후인 1256년에 죽었다. 아마도 독살되었다. 사르타크는 베르케에 의해 계승되기 전에 잠시 울라크치에 의해 계승되었다. 울라크치가 그의 형제였는지 아들이였는지는 확실치 않다.
사르타크의 딸 테오도라는 벨루제로와 로스토프의 글레브 바실코비치의 아내였다. 그는 로스토프의 콘스탄틴의 손자였고 알렉산더 네프스키에 의해 한때 숙청된 첫 조카였다. 그들의 후손은 러시아의 이반 4세와 러시아 귀족의 수많은 가족을 포함한다.
| 전임 바투 칸 | 제2대 킵차크한국의 칸 1255년~1256년 | 후임 베르케 칸 |